# Socratische methode bij Nelson

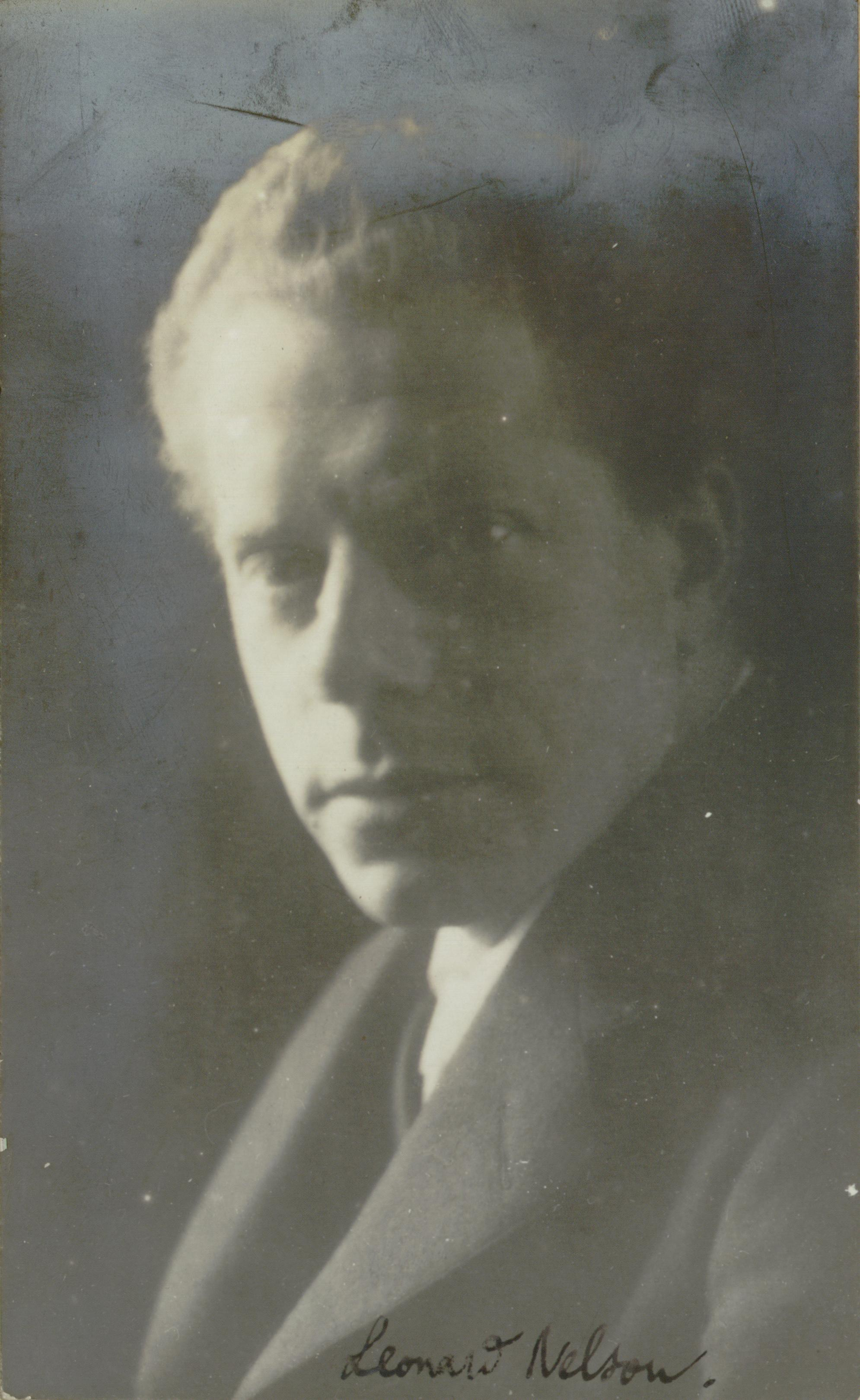
Leonard Nelson

De socratische methode bij Nelson is een uitwerking van de socratische methode.
De Duitse filosoof Leonard Nelson heeft aan het begin van de twintigste eeuw de socratische methode een nieuwe theoretische en praktische uitwerking gegeven. Zij is de grondslag van de hedendaagse socratische praktijk. Dit artikel beschrijft de filosofische achtergrond ervan en een aantal praktische aspecten.

## Aristoteles' misvatting
De Socratisch-Platoonse denkbeelden zijn, volgens Nelson, verloren gegaan door de invloed van Aristoteles, en pas weer opnieuw tot leven gewekt door Kant. Diens kritische methode is in feite niets anders dan een verdieping van de oude Socratische methode. Socrates was het er niet om te doen iemand iets nieuws te leren, maar hem bewust te laten worden van de kennis die hij altijd al bezat. Plato heeft dit principe uitgebouwd tot zijn leer van de wederherinnering, de leer dat filosofische kennis in werkelijkheid een hérkennen is van wat de ziel reeds voor de geboorte heeft aanschouwd. De methode om deze wederherinnering tot stand te brengen is de dialectiek. Plato maakte echter een belangrijke fout, volgens Nelson: hij achtte transcendente kennis mogelijk, kennis van het bovenzinnelijke. Daarnaar streven leidt tot mysticisme, niet tot wetenschap.
Aristoteles trachtte de dialectiek te ontdoen van haar mystieke elementen. Hij erkende slechts twee bronnen van kennis, zintuiglijke ervaring en logisch nadenken. Voor elk daarvan werkte hij de wetenschappelijke methode in zijn grondvorm uit: inductie voor de empirische kennis, deductie of syllogisme voor de rationele. In de eerste worden algemene beweringen of wetten afgeleid uit afzonderlijke waarnemingen, in het tweede gebeurt het omgekeerde, daar wordt een bijzondere bewering afgeleid uit een andere, meestal meer algemene. Aristoteles was met deze uitwerking van de methode zo succesvol, dat eeuwenlang als vast axioma heeft gegolden dat alle kennis uit een van deze beide kenbronnen moet voortkomen, dat er buiten die twee geen kennis mogelijk is.
Dat leidde ertoe dat, in de speurtocht naar zekere kennis, steeds weer pogingen werden ondernomen het systeem van wetenschap en metafysica op te bouwen hetzij vanuit het loutere denken, zoals in het rationalisme van Descartes, hetzij vanuit de zuivere waarneming, zoals in het empirisme van Locke. Beide pogingen moesten schipbreuk lijden. Voor het rationalisme geldt, dat niet is in te zien hoe enkel en alleen door denken, door het manipuleren van begrippen, een wetenschap van onze ervaring kan worden opgebouwd. Voor het empirisme geldt dat niet is in te zien, hoe uit louter waarneming of associatie van voorstellingen ideeën kunnen ontstaan zoals van een causaal verband, een substantie, noodzakelijkheid of eenheid. Hume is de eerste geweest die dit ten volle heeft ingezien. Hij begreep dat noch reflectie, noch waarneming tot metafysische kennis kunnen leiden, dat de twee door Aristoteles onderscheiden kenbronnen daartoe ontoereikend zijn. Dat bracht hem tot een nauwkeurig beredeneerd scepticisme.
Pas aan Kant is het gelukt deze kloof tussen scepticisme en dogmatisme, en tussen empirisme en rationalisme te overbruggen. Hij is erin geslaagd Aristoteles' misvatting te herstellen zonder in die van Plato terug te vallen. Hij wist een wetenschappelijke methode te ontwerpen voor het verwerven van filosofische kennis, naast de methoden voor verwerving van empirische en rationele kennis. Daarmee heeft hij een nieuwe fundering gegeven aan de oude Platoonse wereldbeschouwing.

### Kants kritische methode

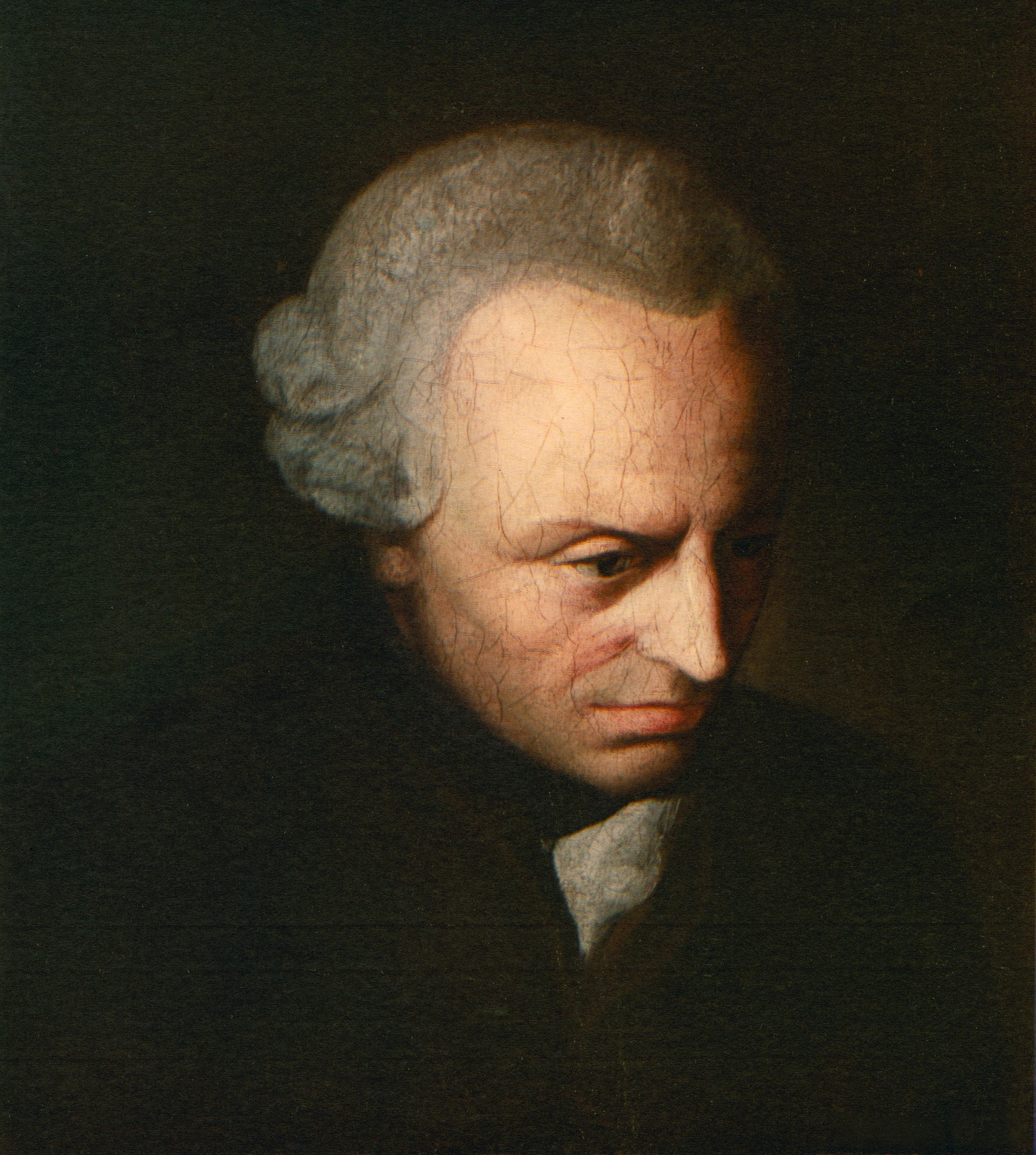
Immanuel Kant

Kant meende dat we, alvorens een systeem van wetenschappelijke en filosofische kennis op te bouwen, eerst een vooronderzoek moeten uitvoeren naar de structuur, de inhoud en de grenzen van ons kenvermogen. Dit vooronderzoek (kritiek geheten) laat zien, dat wij kennis bezitten die voorafgaat aan ervaring ('a priori' is), maar desalniettemin bepalend is voor onze ervaring ('synthetisch' is). Voorbeelden daarvan zijn niet alleen de boven al genoemde voorstellingen van causaliteit, substantie, noodzakelijkheid of eenheid, maar ook zulke ideeën als van vrijheid, morele plicht, rechtvaardigheid, waarheid en dergelijke. Zulke voorstellingen leiden we niet af uit onze ervaring, maar omgekeerd, wij leggen ze op aan ervaring. In feite maken zij ervaring pas mogelijk. En wij hebben hen ook nodig, om niet blind en weerloos te staan tegenover de feiten en gebeurtenissen in ons leven, om deze te kunnen beoordelen, interpreteren en naar onze hand zetten.
Er is dus, behalve empirische en rationele kennis, nog een derde vorm van kennis, namelijk filosofische kennis. Deze ligt opgeslagen in de menselijke rede. Zonder haar zou het niet eens mogelijk zijn inductief of deductief te redeneren. Want dat vooronderstelt al dat we weet hebben van het verband tussen oorzaak en gevolg of van de noodzakelijkheid waarmee een conclusie volgt uit twee premissen. De vraag, nu, waar het Kant vooral om ging was, hoe deze filosofische kennis opgespoord kan worden. Het antwoord zocht hij in de methode van de regressieve abstractie. Deze verschilt principieel van de twee andere, inductie en deductie. Bij de inductieve manier van kennisverwerving, in de empirische wetenschappen, is het duidelijk waar kennis op gebaseerd wordt, namelijk waarneming. Bij de deductieve manier, in de wiskunde, is dat eveneens duidelijk: de grondbeginselen van de wiskunde zijn onmiddellijk inzichtelijk. (Kant spreekt over dit inzicht als 'wiskundige aanschouwing'.) Maar in de filosofie zijn de grondbeginselen juist het meest onduidelijk. Weliswaar gebruiken we die beginselen in de praktijk al voortdurend. Maar we gebruiken ze op een voor onszelf onduidelijke manier. Zij moeten dus eerst opgespoord en verhelderd worden. Alle moeilijkheden in de filosofie draaien er om de grondbeginselen te formuleren.
Het grote gevaar is hier, grondbeginselen op te stellen zonder ze afdoende te rechtvaardigen, zonder een methode aan te geven waarmee ze gevonden en gecontroleerd kunnen worden. Zo'n vorm van filosofie bedrijven noemt Kant dogmatisch. Daar tegenover stelt hij de kritische filosofie, waarin die methode wél wordt aangegeven en waarin de grondbeginselen wél worden gerechtvaardigd. Deze methode houdt in dat wij trachten de oordelen en beweringen over onze eigen ervaring, waarover wij zekerheid hebben, systematisch te analyseren ('Zergliederung'). Op die manier kunnen we aan het licht brengen wat de logische voorwaarden zijn waaronder zo'n oordeel überhaupt mogelijk is. Dat wil zeggen, we werken terug van het zekere (de ervaring) naar het minder zekere (de voorwaarden, de grondbeginselen), van het samengestelde naar het enkelvoudige, van het duidelijke naar het onduidelijke, van het concrete naar het abstracte. Dit is de enige manier om de filosofische grondbeginselen en begrippen die in onze kennis liggen opgeslagen op het spoor te komen. Aangezien we deze beginselen en begrippen niet los en geïsoleerd bezitten, maar alleen vermengd met andere voorstellingen, moeten we hen, om hen in zuivere vorm voor te kunnen stellen, afzonderen van de andere voorstellingen, waarmee ze in het gewone bewustzijn vermengd voorkomen.
Kants zogenoemde criticisme is de aanduiding van deze methode, niet van een filosofisch systeem. Kant zegt zelf dat zijn Kritiek van de Zuivere Rede beschouwd moet worden als een 'tractaat over de methode'. Maar dat punt is, zoals Nelson voortdurend benadrukt, volkomen uit het oog verloren, mede door de enorme rijkdom aan resultaten die Kant bereikte. Het is Kants systeem dat de gemoederen heeft bezig gehouden. Aan zijn methode, de manier waarop hij zijn resultaten bereikte, is nauwelijks aandacht besteed. Nelson heeft deze methode weer haar centrale plaats willen geven, zowel in theorie als in praktijk.

### Kritiek op Kant
Kant is er, in de ogen van Nelson, weliswaar in geslaagd de filosofie een wetenschappelijke methode te geven, maar hij heeft zelf de aard van die methode niet ten volle doorzien. Dat blijkt het duidelijkst wanneer we de vraag stellen hoe de filosofische grondbeginselen te funderen zijn (wat sinds Kant enigszins verwarrend de vraag naar de 'deductie' van grondbeginselen wordt genoemd). Alle oordelen moeten, om waar te kunnen zijn, gefundeerd of gerechtvaardigd worden. Dat geldt ook voor de filosofische grondbeginselen. Deze kunnen echter niet bewezen worden. Dat zou namelijk betekenen dat ze afgeleid worden uit nog hogere beginselen, die dan op hun beurt gerechtvaardigd dienen te worden, wat tot een oneindige regressie leidt. Maar zij zijn ook niet te rechtvaardigen door ze te herleiden tot waarneming, zoals in de empirische wetenschappen. Want de filosofische grondbeginselen zijn onaanschouwelijk. Hoe kunnen zij dan gerechtvaardigd worden?

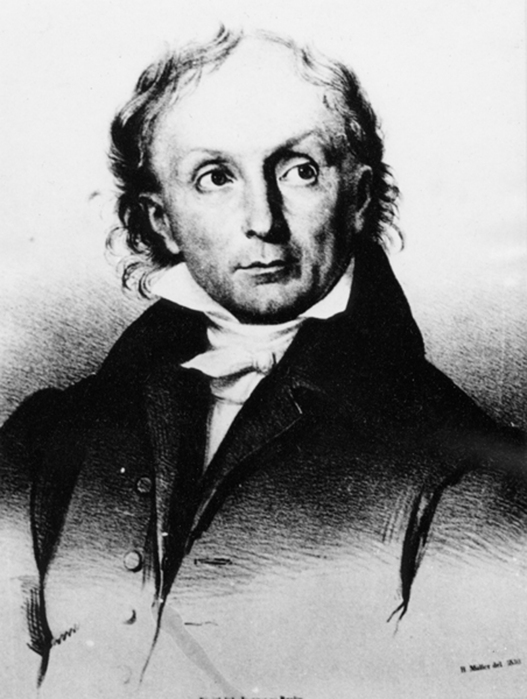
Jakob Friedrich Fries

Deze vraag werd voor het eerst gesteld, en beantwoord, door Jacob Friedrich Fries. Hij ontdekte dat de rechtvaardiging van filosofische grondbeginselen, de deductie, in werkelijkheid niet filosofisch van aard is, zoals Kant dacht, maar psychologisch. Immers, de kennis die het vooronderzoek van ons kenvermogen oplevert - kennis van onze a priori kennis - kan zelf niet ook weer a priori kennis zijn. Want dan zou de deductie de status van een bewijs hebben, en belanden we in de boven aangeduide oneindige regressie. Zij moet dus a posteriori kennis zijn, kennis van een innerlijke ervaring, een innerlijke kenactiviteit. Kants vooronderzoek van ons kenvermogen moet dan ook niet gericht zijn op een bewijs van onze a priori kennis (een zogenaamde transcendentale deductie), maar op de vorming van een empirische theorie over deze kenactiviteit (een psychologische deductie), dat wil zeggen een theorie over wat wij in feite aan a priori kennis bezitten, wat er in onze rede feitelijk aan grondbeginselen ligt opgeslagen, wat feitelijk de structuur, de inhoud en de grenzen van onze rede zijn.
Dit impliceert dat, net zoals oordelen in de empirische wetenschappen en in de wiskunde uiteindelijk gebaseerd zijn op een onmiddellijke kennis (waarneming, wiskundige aanschouwing), ook filosofische oordelen uiteindelijk gebaseerd zijn op een onmiddellijke kennis: de onmiddellijke kennis van de rede die in ons ligt besloten. Er is echter een cruciaal verschil. Bij empirische en wiskundige oordelen gaat de onmiddellijke kennis gepaard met een onmiddellijk bewustzijn. Wat onmiddellijk in de waarneming gegeven is, is ook onmiddellijk bewust. Daardoor kan een empirisch oordeel direct vergeleken worden met datgene in de waarneming waar het naar verwijst. Dat is bij filosofische oordelen niet mogelijk. De onmiddellijke kennis van de rede is namelijk niet onmiddellijk bewust. Wij worden ons pas bewust van onze onmiddellijke filosofische kennis door reflectie en door de vorming van oordelen. Filosofische kennis is 'oorspronkelijk duister'. De vergelijking van het oordeel en zijn kengrond moet daarom in de filosofie via een omweg gebeuren, namelijk via een empirisch te vormen theorie van de rede, een theorie van de transcendentale gemoedsvermogens. Daarmee wordt de vraag of een oordeel daadwerkelijk een onmiddellijke kennis of grondbeginsel weergeeft, herleid tot de vraag of die kennis als zodanig voorkomt in deze theorie. En dat is dan tegelijk de rechtvaardiging van het grondbeginsel, dat aangetoond wordt dat het een herhaling is, in de vorm van een oordeel, van een onmiddellijke kennis van de rede, die zelf niet de vorm van een oordeel heeft. Schematisch kan dit alles als volgt worden weergegeven:

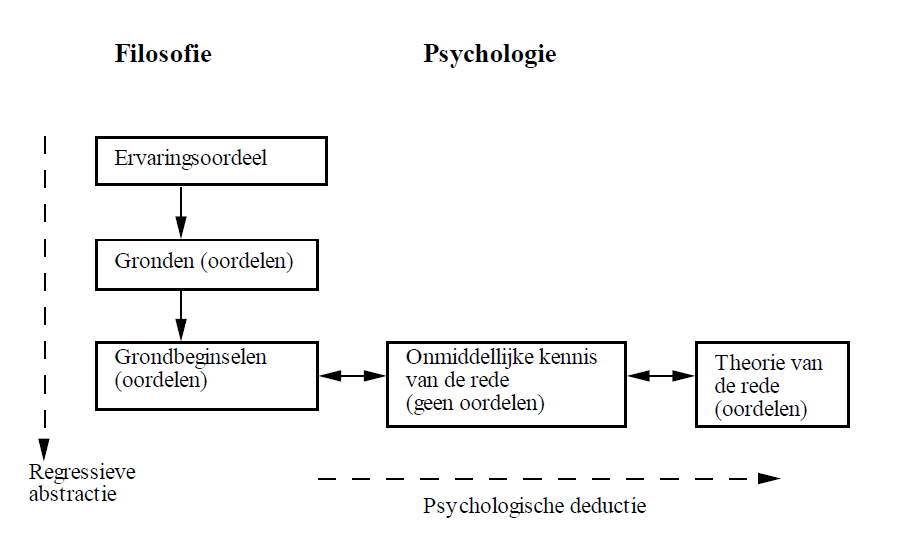
Schematische weergave verhouding filosofie-psychologie volgens Nelson

De grondbeginselen worden dus helemaal niet bewezen, want dat zou niet eens kunnen. Zij worden in de psychologische deductie alleen aangewezen, aan het licht gebracht.

### Het zelfvertrouwen van de rede
Wordt de filosofie daarmee niet gereduceerd tot de psychologie? Wanneer een rationeel, filosofisch oordeel wordt gerechtvaardigd met een beroep op een empirische, psychologische gegevenheid, wordt dan niet een noodzakelijke waarheid gebaseerd op een toevallig feit? In die zin is Fries veelvuldig bekritiseerd. Maar Nelson verwerpt die kritiek ten enenmale. In plaats van filosofie te reduceren tot psychologie of deze twee met elkaar te verwarren, heeft Fries juist de verwarring die bij Kant over hun onderlinge verhouding is blijven bestaan opgeheven en een duidelijk onderscheid aangebracht tussen empirische, mentale activiteit en haar niet-empirische logische inhoud.
Filosofische grondbeginselen of principes worden gerechtvaardigd door duidelijk te maken dat zij, als oordeel, een weergave zijn van een psychologische stand van zaken, namelijk een onmiddellijke kennis van de rede, die zelf geen oordeel is. Belangrijk is hier dat men in Nelsons opvatting niet aan de waarheid van onmiddellijke kennis kan twijfelen zonder zichzelf tegen te spreken:
Voor iemand die ook maar enig begrip heeft van wat 'kennen' eigenlijk inhoudt, is twijfel aan de geldigheid van onmiddellijke kennis helemaal niet mogelijk. Integendeel, elke twijfel vooronderstelt al de waarheid van de onmiddellijke kennis. Wanneer iemand de waarheid van de onmiddellijke kennis zou willen betwijfelen, zou dat inhouden dat hij niet weet of die onmiddellijke kennis waar is. Hij zou dus op zijn minst moeten erkennen in het bezit te zijn van het negatieve oordeel dat hij bepaalde kennis niet bezit. Dit oordeel moet echter, om zelf mogelijk te zijn, gebaseerd zijn op kennis. Het zou dus het vertrouwen in de waarheid van onze onmiddellijke kennis al vooronderstellen.
Twijfel aan de waarheid van onmiddellijke kennis is innerlijk tegenstrijdig. Dat is overigens geen argument voor de waarheid ervan - die is immers niet te beargumenteren. Het is alleen een argument voor de noodzakelijkheid van de aanname van zo'n onmiddellijke kennis: we kunnen alleen zinvol redeneringen opstellen als we ervan uitgaan dat er zoiets als onmiddellijke kennis bestaat. Zonder deze aanname, zonder vertrouwen in ons eigen kenvermogen zouden we niet eens toekomen aan het opstellen van een redenering. Dit uitgangspunt wordt uitgedrukt in het principe van het zelfvertrouwen van de rede: Ieder mens heeft vertrouwen in de redelijkheid van zijn geest, zijn ontvankelijkheid voor de waarheid, zijn vermogen daaraan deel te hebben. Maar dit principe is niet alleen een noodzakelijke aanname. Het is ook een feitelijk, psychologisch gegeven, een factum dat wij kennis bezitten. En van feitelijk aanwezige kennis kan men niet vragen of het werkelijk kennis is.
Het principe van het zelfvertrouwen van de rede zegt in wezen niets anders dan dat het een feit is dat wij kennis bezitten. We hoeven alleen maar dit feitelijke karakter van het kennen juist te zien om de misleidende kentheoretische vraagstelling te boven te komen. Want de rechtvaardiging van de objectieve geldigheid van onze kennis blijkt door dit inzicht even onnodig als onmogelijk te zijn.
Het principe van het zelfvertrouwen van de rede sluit aan bij het oude Socratische uitgangspunt, dat het verwerven van filosofische kennis uiteindelijk een zeer persoonlijke aangelegenheid is. Kant meende nog dat de kritiek van de rede, het vooronderzoek naar de structuur van ons kenvermogen, niet alleen subjectief de kengrond van de metafysische principes aan het licht kon brengen, maar ook het bewijs leveren van de objectieve geldigheid van die principes. Fries heeft, zoals boven uiteengezet, aangetoond dat dat onmogelijk is. De filosofische principes zijn niet te bewijzen, zij kunnen alleen als inhoud van een 'psychologisch factum' aan het licht gebracht worden. Maar daarvoor is zelfonderzoek nodig, een onderzoek van de eigen rede. Beslissende instantie daarbij is steeds het zelfvertrouwen van de eigen rede. Dat is het, wat het mogelijk maakt 'in de innerlijke ervaring een leidraad te vinden voor de systematische fundering van de filosofie'.
Een belangrijk hulpmiddel bij dit onderzoek is het zogenaamde 'waarheidsgevoel'. Nelson omschrijft dit gevoel als 'een onduidelijk bewustzijn van de waarheid'. Het is een vorm van reflectie die niet begripsmatig of argumentatief is. Wij hebben bijvoorbeeld wel eens het gevoel dat een redenering een drogreden bevat, zonder dat we in staat zijn aan te geven wat die drogreden is. Of omgekeerd, we hebben het gevoel dat een bewijsvoering onvolledig of zelfs duidelijk fout is, maar de uitkomst ervan niettemin juist. We vertrouwen er dan op dat, als we maar voldoende nadenken, we de fout kunnen ontdekken. Dit gevoel is geen intuïtie (in de zin van aanschouwing), noch een vorm van begripsmatig denken, maar 'een niet-begripsmatige oordeelsact'.

## Filosofie in praktijk
Het is niet alleen een feitelijk gegeven dat wij, in ons doen en laten en in ons denken, voortdurend blijk geven van vertrouwen in onze eigen redelijke vermogens. Het is tegelijk ook een opgave, iets dat ontwikkeld, versterkt en toegepast moet worden. Dat is de praktische kant van de Socratische methode. Een van de verdiensten van Nelson is dat hij de methode daadwerkelijk in de praktijk is gaan gebruiken, zowel in het onderwijs, met studenten en in de door hem gestichte school de Walkemühle, als in de politiek, voor de scholing van kader en politici. Daarbij heeft hij, naast de filosofische basis van de methode, ook de pedagogisch-didactische basis ervan vernieuwd. Deze vernieuwing wordt duidelijk als we de traditionele Aristotelische variant van de socratische methode vergelijken met Nelsons variant.
In de Aristotelische variant is het de taak van de vragensteller om aan de hand van een aantal hypothetische voorbeelden een antwoordgever tot inzicht te brengen in een algemene regel of principe. Dat is de methode van inductie. Kenmerkend voor deze variant is dat er gebruik wordt gemaakt van meerdere, voor de gelegenheid verzonnen voorbeelden (‘wat zou je doen als ...?'), dat het altijd om twee-gesprekken gaat in plaats van groepsgesprekken en dat de vragensteller een inhoudelijk sturende rol heeft (denk aan de tv-programma's De Achterkant van het Gelijk van Marcel van Dam). De rolverdeling tussen vragensteller en antwoordgever krijgt daardoor het karakter van een leraar-leerling verhouding.
In de Nelson-variant van de Socratische methode is het de taak van de vragensteller om aan de hand van één enkel, concreet voorbeeld een groep antwoordgevers tot inzicht te brengen in een algemene regel of principe. Deze methode, de regressieve abstractie, houdt zoals boven al werd beschreven in, dat uitgaande van een concreet voorbeeld ‘teruggevraagd' wordt (regressie) naar de vooronderstellingen die aan het voorbeeld ten grondslag liggen. Door te onderzoeken wat we moeten vooronderstellen om - binnen het kader van één voorbeeld - bepaalde oordelen te kunnen vellen, komen we de grondslagen waarop die oordelen gebaseerd zijn op het spoor. Aldus kunnen we algemene inzichten ontwikkelen (abstractie). Kenmerkend voor deze variant is, behalve het gebruik van slechts één, realistisch voorbeeld, ook het streven naar consensus en de minder inhoudelijk sturende rol van de vragensteller. De rolverdeling tussen vragensteller en antwoordgevers heeft er dan ook niet het karakter van een leraar-leerling verhouding, maar eerder van een procesbewaker te midden van een aantal inhoudelijke onderzoekers.
De tweegesprekken uit de Aristotelische variant bestaan uit een relatie tussen drie componenten, een gespreksleider, een ondervraagde en 'de waarheid in de besproken kwestie'. Die vorm is in de geschiedenis steeds als grondvorm van de maieutiek beschouwd. Nelson hield echter groepsgesprekken en breidde daardoor de traditionele vorm uit met een vierde component, de relatie tussen de gespreksdeelnemers onderling. Schematisch kan dat als volgt worden weergegeven:

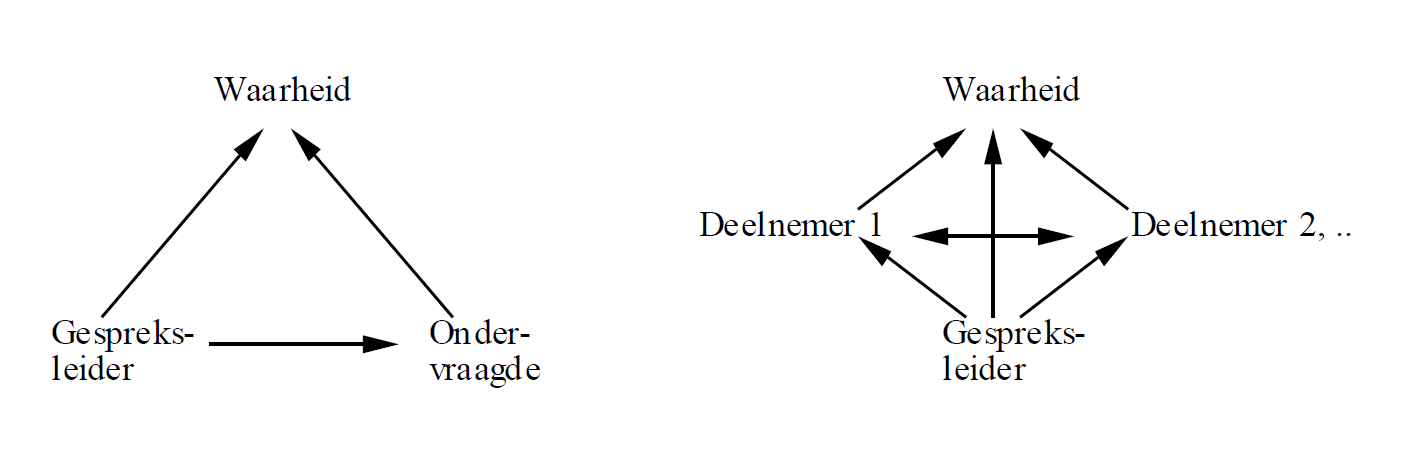
Verhouding gespreksleider, waarheid, deelnemers bij Nelson en Heckmann

Deze vernieuwing verandert het karakter van het gesprek sterk. In Nelsons aanpak komt veel meer nadruk te liggen op het bereiken van gemeenschappelijk begrip onder de deelnemers en op een onderlinge toetsing van principes en fundamentele overtuigingen. Enerzijds bemoeilijkt dat het gesprek. Vaak is het immers al lastig om werkelijk begrip tussen twéé mensen tot stand te brengen, laat staan tussen meer dan twee. Maar anderzijds versterkt het ook de kracht van de analyse (en van de groep) wanneer deze impasse overwonnen wordt. En in plaats van de klassieke leraar-leerling verhouding genereert deze aanpak een meer onafhankelijke en onderling gelijkwaardige verhouding van de deelnemers. Daardoor ontwikkelen zij makkelijker een gezamenlijke onderzoekshouding.
Een verdere uitbouw van de pedagogisch-didactische kant van de methode is vooral te danken aan Nelsons leerling G. Heckmann. Hij bracht een onderscheid aan tussen zaakgesprek en metagesprek, het gesprek over de te onderzoeken kwestie en het gesprek over hoe de deelnemers met elkaar omgaan (het groepsdynamische of affectieve niveau). Het uit elkaar halen van die twee blijkt in de praktijk de effectiviteit van het zaakgesprek te bevorderen. Ook heeft hij een aantal belangrijke gespreksregels geëxpliciteerd en aanwijzingen opgesteld voor het gedrag van de gespreksleider. Inmiddels zijn binnen de door Nelson gestichte Philosophisch-Politische Akademie, waar regelmatig Socratische Gesprekken gehouden worden, talrijke verfijningen in de methode aangebracht.
Ook in Nederland worden Socratische Gesprekken gehouden, onder andere aan de Internationale School voor Wijsbegeerte te Leusden en in een groot aantal socratische cafés. Tevens wordt de Socratische methode toegepast voor de analyse van fundamentele vragen op diverse terreinen (politiek, cultuur, gezondheidszorg, bedrijfsleven).